# Stefan Lainer
Stefan Lainer (sinh 27 tháng 8 năm 1992) là hậu vệ cánh người Áo hiện đang chơi cho CLB Borussia Mönchengladbach.

## Bàn thắng quốc tế
Bàn thắng và kết quả của Áo được để trước.
| #  | Ngày                 | Địa điểm                              | Đối thủ       | Bàn thắng | Kết quả | Giải đấu            |
| -- | -------------------- | ------------------------------------- | ------------- | --------- | ------- | ------------------- |
| 1. | 16 tháng 11 năm 2019 | Sân vận động Ernst Happel, Vienna, Áo | Bắc Macedonia | 2–0       | 2–1     | Vòng loại Euro 2020 |
| 2. | 13 tháng 6 năm 2021  | Arena Națională, Bucharest, România   | Bắc Macedonia | 1–0       | 3–1     | Euro 2020           |